# Sergio Fredes
Sergio Fredes, né le 21 janvier 1992 à Ranchos,, est un coureur cycliste argentin.

## Biographie
En 2015, Sergio Fredes se classe deuxième des 500 Millas del Norte, tout en ayant gagné deux étapes. En 2017, il s'impose sur une étape de la Doble San Francisco-Miramar. Il obtient ensuite de nouvelles victoires dans des courses argentines, grâce à ses qualités de rouleur et de grimpeur. Il s'illustre tout particulièrement lors de la saison 2020 en triomphant sur la Vuelta del Porvenir San Luis, devant cinq coureurs de la formation colombienne Medellín. 
En 2022, il s'impose sur une étape contre-la-montre de la Vuelta a Formosa. Il s'agit de son premier succès obtenu sur une compétition inscrite au calendrier de l'UCI. L'année suivante, il remporte deux étapes de la Vuelta del Porvenir San Luis. Il devient également double champion national d'Argentine, dans la course en ligne et le contre-la-montre. 

## Palmarès et résultats

### Palmarès par année
- 2015
  - 5ea et 5eb (contre-la-montre) étapes des 500 Millas del Norte
  - 2e des 500 Millas del Norte
- 2017
  - Prologue de la Doble Bragado (contre-la-montre par équipes)
  - 2e étape de la Doble San Francisco-Miramar
- 2018
  - 6e étape de la Doble Bragado
  - 3e du Grand Prix Campagnolo
- 2019
  - 6eb étape de la Doble Bragado (contre-la-montre)
  - 1rea et 5e étapes des 500 Millas del Norte
  - Vuelta al Centro de Buenos Aires :
    - Classement général
    - 2e étape

  - 3e étape de la Vuelta a Cutral Có
  - Doble San Francisco-Miramar :
    - Classement général
    - 1re étape

  - 2e de la Doble Bragado
- 2020
  - Vuelta del Porvenir San Luis :
    - Classement général
    - 1re et 3e (contre-la-montre) étapes

  - 2e de la Vuelta Ciclista Chaná
- 2021
  - 2e étape du Tour de Mendoza
  - Vuelta a General Alvear :
    - Classement général
    - 3e étape

  - 3e étape de la Doble San Francisco-Miramar
  - 2e du championnat d'Argentine sur route
  - 3e de la Clásica 1° de Mayo
  - 3e du Criterium de Apertura
- 2022
  - 2e étape de la Vuelta a Formosa (contre-la-montre)
  - 1re et 2e (contre-la-montre) étapes de la Doble Bragado
  - Doble San Francisco-Miramar :
    - Classement général
    - Prologue et 2e étape

  - Gran Premio Homenaje al Viejo Bazzi :
    - Classement général
    - 1re étape
- 2023
  -  Champion d'Argentine sur route
  -  Champion d'Argentine du contre-la-montre
  - Revancha de la Doble :
    - Classement général
    - 1re et 2e étapes

  - 2e et 4e étapes de la Vuelta del Porvenir San Luis
  - Doble Bragado :
    - Classement général
    - 4e étape (contre-la-montre)

  - Prologue, 2e, 4e (contre-la-montre) et 5e étapes de la Vuelta al Valle
- 2024
  -  Champion d'Argentine du contre-la-montre
  - Prologue du Tour de Mendoza (contre-la-montre)
  - Revancha de la Doble :
    - Classement général
    - 3e étape

  - 500 Millas del Norte  :
    - Classement général
    - 4e et 5e étapes

  - 2e étape de la Doble Melo-Treinta y Tres
  - 3e de la Doble Melo-Treinta y Tres
- 2025
  - 3e étape du Tour de San Carlos
  - Vuelta Ciclista Chaná :
    - Classement général
    - 3e étape (contre-la-montre)

  - 2e des Rutas de América
  - 3e du Tour de San Carlos

### Classements mondiaux
| Année            | 2022 | 2023 |
| ---------------- | ---- | ---- |
| UCI America Tour | 222e | 182e |